# Picotet de les Guaianes
El picotet de les Guaianes (Picumnus minutissimus) és una espècie d'ocell de la família dels pícids (Picidae) que habita clarianes dels boscos i sabanes de les terres baixes de la Guaiana.

## Taxonomia i sistemàtica
El picotet de les Guaianes és monotípic. Tanmateix, la subespècie P. spilogaster pallidus del picotet ventreblanc s'ha considerat una subespècie de picotet. El picotet ventreblanc també s'ha tractat de vegades com un sinònim del picotet de les Guaianes.

## Distribució i hàbitat
El Comitè de Classificació Sud-americà de l'American Ornithological Society considera que el picotet de les Guaianes és endèmic del Surinam sense registres en cap altre lloc. La taxonomia de Clements afegeix que "possiblement també es troba a la Guyana i la Guaiana Francesa". La Unió Internacional d'Ornitòlegs el situa a les Guaianes. Malgrat la seva distribució força reduïda, habita una gran varietat de paisatges, des de manglars, boscos secundaris, plantacions, boscos en galeria i boscos de muntanya.